# Montluel
Montluel je naselje in občina v jugovzhodnem francoskem departmaju Ain regije Rona-Alpe. Leta 1999 je naselje imelo 6.671 prebivalcev.

## Geografija
Kraj se nahaja na severovzhodu Lyonske aglomeracije, 57 km južno od Bourga.

## Administracija
Montluel je sedež istoimenskega kantona, v katerega so poleg njegove vključene še občine Balan, Béligneux, La Boisse, Bressolles, Dagneux, Niévroz, Pizay in Sainte-Croix z 20.103 prebivalci.
Kanton je sestavni del okrožja Bourg-en-Bresse.

## Zanimivosti
- nekdanja jezuitska lekarna iz leta 1765; v njej se nahaja zbirka keramike iz 18. stoletja, leta 1966 uvrščena na seznam francoskih zgodovinskih spomenikov,
- nekdanji mlin iz začetka 19. stoletja.